# Artoer Aleksanjan
 Artoer Aleksanjan  (Armeens: Արթուր Ալեքսանյան) (Gjoemri 21 oktober 1991) is een Armeens worstelaar, actief in de klasse tot 96 kg. Hij nam tweemaal deel aan de Olympische Zomerspelen en behaalde hierbij een gouden en een bronzen medaille.
In 2012 werd Aleksanjan Europees kampioen in de gewichtsklasse tot 96 kg na winst in de finale tegen Mindaugas Ežerskis.
Aleksanjan kwalificeerde zich voor de Olympische Spelen in Londen in 2012 in de categorie tot 96 kg. Na winst tegen Daigoro Timoncini verloor hij in de kwartfinale van Ghasem Rezaei, de latere Olympische kampioen. In de herkansingen was er winst tegen Cenk Ildem zodat Aleksanyan voor het brons mocht kampen tegen de Cubaan Yunior Estrada. Aleksanyan won de kamp met 3-0 en behaalde zo een bronzen medaille.
In 2013 werd Aleksanjan een tweede maal Europees kampioen na winst in de finale tegen Vladislav Emilov Metodiev.
Op de Olympische Spelen in Rio in 2016 won Aleksanjan de gouden medaille.

## Palmares

### Klasse tot 96 kg
- 2011: 7e WK
- 2011:   EK
- 2012:  EK
- 2012:  OS
- 2013:  EK
- 2013:  WK

### Klasse tot 97 kg
- 2018:  EK
- 2018: 5e WK
- 2019:  WK
- 2020:  EK
- 2020:  Grand Prix: Henri Deglane
- 2022:  WK
- 2023:  EK

### Klasse tot 98 Kg
- 2014:  EK
- 2014:  WK
- 2015:  WK
- 2016:  EK
- 2016:  OS
- 2017:  EK
- 2017:  WK

1896: Carl Schuhmann ·
1908: Richárd Weisz ·
1912: Yrjö Saarela ·
1920: Adolf Lindfors ·
1924: Henri Deglane ·
1928: Rudolf Svensson ·
1932: Carl Westergren ·
1936: Kristjan Palusalu ·
1948: Ahmet Kireççi ·
1952: Johannes Kotkas ·
1956: Anatoli Parfenov ·
1960: Ivan Bogdan ·
1964: István Kozma ·
1968: István Kozma ·
1972: Nicolae Martinescu ·
1976: Nikolai Balbosjin ·
1980: Georgi Raikov ·
1984: Vasile Andrei ·
1988: Andrzej Wroński ·
1992: Hector Milián Pérez ·
1996: Andrzej Wroński ·
2000: Mikael Ljungberg ·
2004: Karam Gaber ·
2008: Aslanbek Khustov ·
2012: Ghasem Rezaei ·
2016: Artoer Aleksanjan ·
2020: Moesa Jevlojev ·
2024: Mohammad Hadi Saravi